# Charlie Morton
Charles Alfred Morton IV (Flemington, 12 novembre 1983) è un giocatore di baseball statunitense, lanciatore per gli Atlanta Braves della Major League Baseball (MLB).

## Carriera

### Inizi e Minor League (MiLB)
Nato nello stato del New Jersey, Morton crebbe a Trumbull nel Connecticut e frequentò la Joel Barlow High School di Redding. Scelto dagli Atlanta Braves nel terzo giro (95º assoluto) del Draft MLB 2002, venne assegnato nella classe Rookie, classe in cui militò anche nel 2003. Nel 2004 e 2005 giocò nella classe A, nel 2006 venne promosso nella classe A-avanzata e nel 2007, ottenne la promozione nella Doppia-A. Iniziò la stagione 2008 nella Tripla-A.

### Major League (MLB)
Debuttò nella MLB il 14 giugno 2008, all'Angel Stadium di Anaheim contro i Los Angeles Angels of Anaheim, concedendo 3 punti in 6 inning, guadagnando la sua prima vittoria.
Il 3 giugno 2009, i Braves scambiarono Morton assieme a Gorkys Hernández e Jeff Locke con i Pittsburgh Pirates per Nate McLouth. Vi giocò fino al 2015, con la sua miglior stagione in Pennsylvania che giunse nel 2011 quando ebbe un record di 10–10 in 29 gare come partente e una media PGL di 3.83. Fu invece costretto a perdere la maggior parte dell'anno successivo dopo essersi sottoposto alla Tommy John surgery.
Il 12 dicembre 2015, i Pirates scambiarono Morton con i Philadelphia Phillies per David Whitehead. Il 23 aprile 2016 subì un infortunio al tendine del ginocchio mentre correva in prima base durante una gara contro i Milwaukee Brewers, venendo inserito in lista infortunati il giorno successivo. Il 27 aprile la squadra annunciò che avrebbe perso il resto della stagione.
Il 16 novembre 2016, Morton firmò un contratto biennale del valore di 14 milioni di dollari con gli Houston Astros. Con essi disputò la miglior stagione regolare in carriera, terminata con un record di 14-7, 3,62 di media PGL e  163 strikeout. Il 21 ottobre, iniziò come partente e vinse gara 7 delle American League Championship Series a Minute Maid Park contro i New York Yankees, qualificando gli Astros per le World Series 2017. Nella decisiva gara 7 della serie di finale, Morton ottenne la vittoria lanciando negli ultimi 4 inning, dando a Houston il primo titolo in 56 anni di storia.
Il 21 dicembre 2018, Morton firmò un contratto biennale del valore di 30 milioni di dollari con i Tampa Bay Rays. Il 30 ottobre 2020, i Rays declinarono l'opzione di 15 milioni previsti da contratto per la stagione 2021, dichiarando il giocatore free agent.
Il 24 novembre 2020, Morton firmò un contratto valido un anno dal valore di 15 milioni di dollari con gli Atlanta Braves.

## Palmarès

### Club
- World Series: 2

Houston Astros: 2017
Atlanta Braves: 2021

### Individuale
- MLB All-Star: 2

2018, 2019